# Vogelbalg

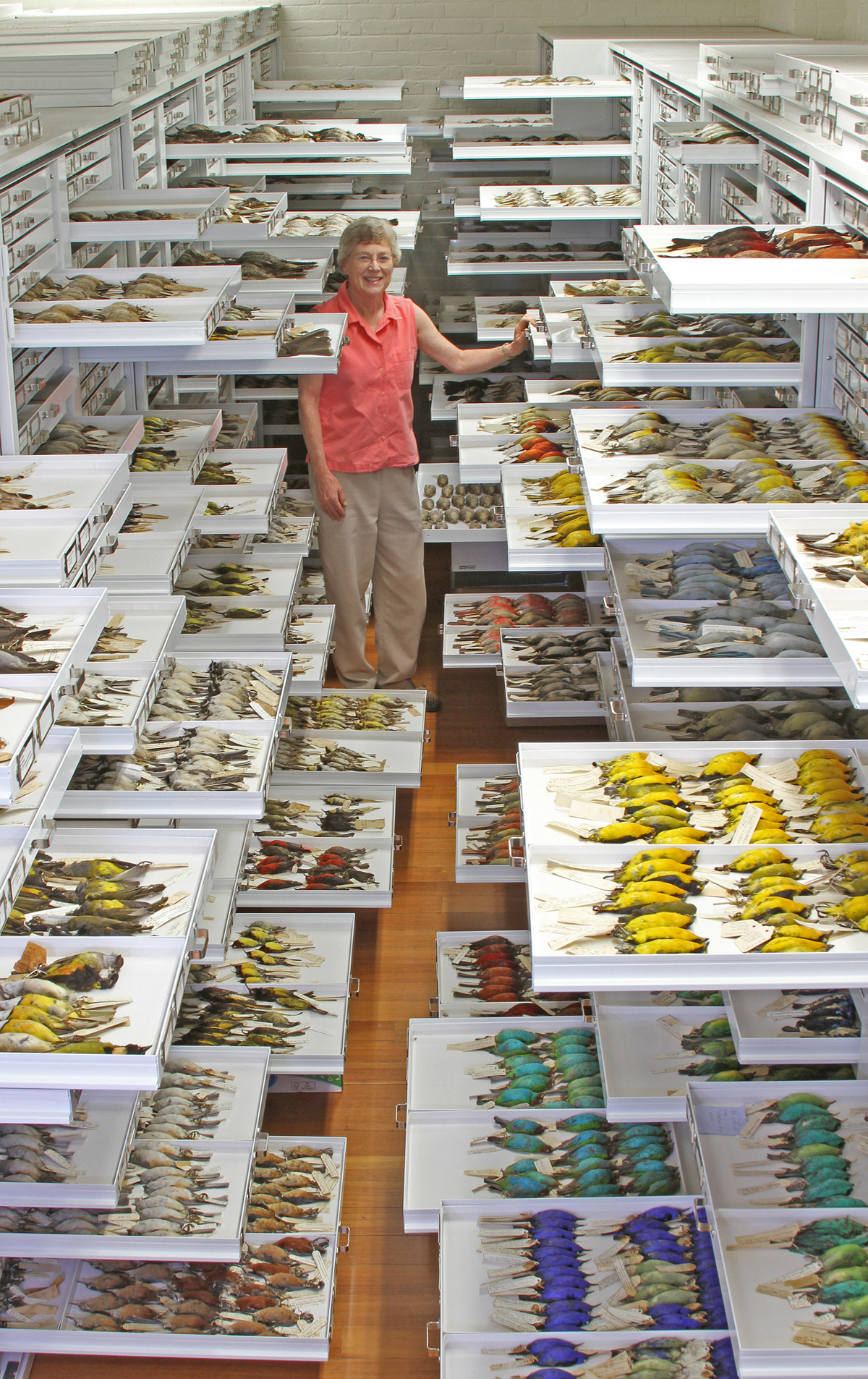
Bälge als typisches Sammlungsgut in einer ornithologischen Sammlung. Museum of Comparative Zoology (MCZ) Harvard University in Cambridge (Massachusetts) mit rund 400.000 Präparaten

Balg (englisch skin) ist in der Ornithologie die aus der Jägersprache stammende Bezeichnung für die Haut eines Vogels mit anhängendem Gefieder, Schnabel, Beinen und Füßen. Anders als in Schausammlungen, bei denen die Präparate lebensnaher Dermoplastiken bevorzugt werden, werden heute in wissenschaftlichen Sammlungen vor allem Bälge verwahrt. Beispielsweise umfasst die Sammlung des Museums für Naturkunde in Berlin rund 150.000 Vögel, 93 Prozent davon sind als Bälge präpariert.

## Vom Vogel zum Balg

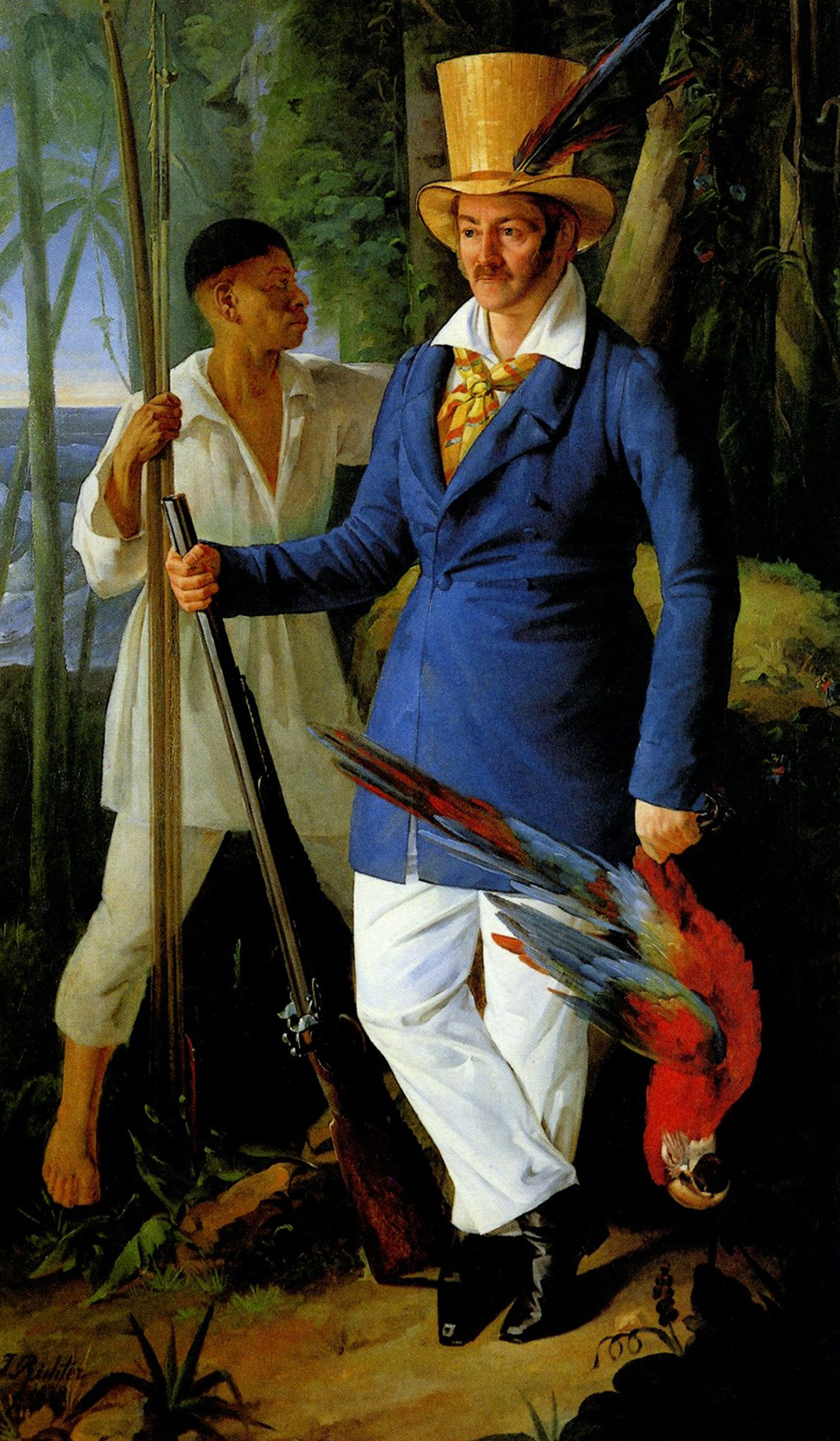
Der Forschungsreisende Maximilian zu Wied-Neuwied mit Joachim Quäck auf der Jagd im brasilianischen Urwald (1815–1817). Der erbeutete Vogel wurde präpariert.

Bälge werden gesammelt. Zumeist ist der Begriff Sammeln ein Euphemismus für Jagd. Die Tiere werden vom Sammler (oder einem seiner Gehilfen) gejagt. In Frage kommen alle möglichen Jagdtechniken wie das Schießen mit mehr oder weniger feinem Schrot oder dem Blasrohr, daneben können Vögel auch mit Netzen, Schlingen, Fallen, Leim und vielfältigen anderen Techniken gefangen werden. Nicht selten war auch der Kauf oder das Eintauschen von toten oder lebenden Vögeln bei Einheimischen oder ein Vogelmarkt die Quelle der Sammler.
In der deutschen Ornithologie ist die Vogeljagd nach 1945 für Bälge unüblich geworden, die Sammlungen werden kaum noch ergänzt, und wenn, dann vor allem durch in Zoos und Vogelparks verstorbene Tiere oder Totfunde erweitert. Beim Sammeln und dem Transport von Bälgen sind die strengen Vorschriften aus dem Artenschutzrecht, dem Tierschutzrecht und dem Jagdrecht zu beachten.

### Präparation, Konservierung, Transport
Da durch das Präparieren der Vögel wichtige Daten (das eventuell nur durch die Gonaden bestimmbare Geschlecht, die Gonadengröße, der Mageninhalt, der Kropfinhalt, Parasiten oder auch das Gewicht des Vogels und die Augenfarbe) verloren gehen, werden diese im Idealfall, ebenso wie der  Sammelort und Sammeldatum, auf einem Etikett notiert.
Der erste Schritt der Präparation ist das Zubinden des Schnabels und das Zustopfen der Mundhöhle und der Kloake. Danach beginnt das Abbalgen (Jägersprache für das Abziehen von Haut oder Fell) mit dem Durchtrennen der Haut am Bauch etwa vom Beginn des Brustbeins bis zum After. Der Fleischkörper wird vorsichtig von der Haut gelöst. Die Beine werden an den Kniegelenken durchtrennt. After und Schwanz werden freipräpariert. Die Haut wird weiter Richtung Hals vom Fleischkörper gelöst. Die Oberarme werden ebenfalls freigelegt und durchschnitten. Haut und Fleischkörper werden von hinten weiter in Richtung Kopf bis über die Ohren voneinander gelöst, die Augen freipräpariert. Anschließend wird der Fleischkörper mit dem Hinterschädel von der Haut abgetrennt. Es müssen nun noch die Fleischreste an Haut und Knochen entfernt werden. Bei größeren Vögeln wird auch die Haut über dem Unterarm geöffnet und die Muskulatur entfernt. Anschließend wird der Fleischkörper grob, etwa aus Watte nachgebildet, der Vogel damit gefüllt und die Schnitte werden vernäht.
Die Haut sollte gründlich entfettet werden. Zur Konservierung der Haut wurden historisch verschiedenste Verfahren vom einfachen Trocknen, dem Räuchern, Gerben oder Vergiften, besonders mit Arsenverbindungen eingesetzt.
Den noch feuchten Bälgen werden die Flügel und Füße an den Körper angeschmiegt, der Schnabel und der Schwanz ausgerichtet, anschließend wird der Balg getrocknet. Diese Arbeitsschritte wurden zeitnah zum Tod des Vogels, zum Teil unter widrigen Bedingungen, etwa im tropischen Regenwald durchgeführt. Am Sammlungsort sind vor allem Feuchtigkeit und der Befall mit Insekten eine Gefahr für das Sammlungsgut. So präparierte Bälge können kompakt gelagert und verschickt werden.
Der Rücktransport von Sammlungsgut war ebenfalls eine Gefahr. Wesentliche Teile, etwa der Brasiliensammlung von Alfred Russel Wallace, gingen bei einem Schiffsunfall auf dem Atlantik verloren, den er selbst nur knapp überlebte. Ähnlich ging es dem nordamerikanischen Sammelgut von Maximilian zu Wied-Neuwied, das einem Brand auf einem Mississippidampfer zum Opfer fiel.

### Vom Balg zum montierten Stück und das „Zurückbalgen“
Bälge sind nicht nur eine Möglichkeit, die Haut eines Vogels für den Transport zu konservieren oder endgültig in Sammlungen zu verwahren, sondern dienen auch als Rohmaterial für Dermoplastiken.
In modernen Balgsammlungen finden sich Exemplare, die früher als Dermoplastiken aufgestellt waren und die nun aus unterschiedlichen Gründen (Konservierung, Platzbedarf, Beschädigungen) von der Unterlage gelöst und wieder als Balg aufgehoben werden.

## Balgsammlungen

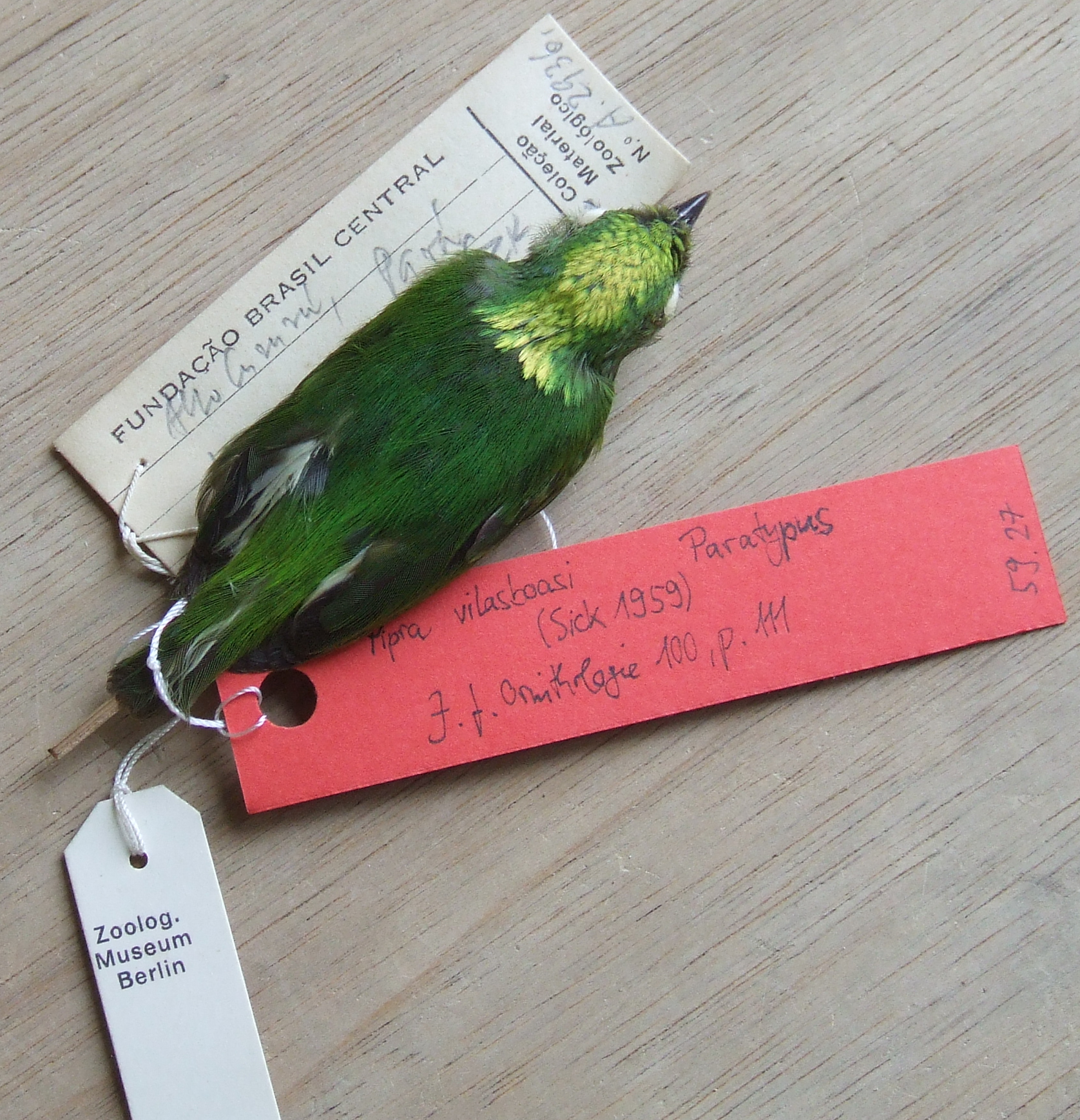
Gelbscheitelpipra (Lepidothrix vilasboasi), Typusexemplar (Balg)

Die Sammlung möglichst vieler Arten und Unterarten, später auch in zahlreichen Exemplaren (Serien), ist heute die Grundlage der ornithologischen Sammlungen großer Museen, die sich parallel aus fürstlichen und privaten Naturalienkabinetten und Jagdtrophähensammlungen zu wissenschaftlichen Sammlungen entwickelten. Lange Zeit existierten Privatsammlungen, die den staatlichen Sammlungen teils überlegen waren. Ein Beispiel dafür war die Sammlung des Ornithologen John Latham. Diese Sammlungen zerfielen nach dem Tod des Besitzers oder wurden durch Kauf oder Stiftung Teil großer öffentlicher Sammlungen.
Bälge sind bei richtiger Lagerung und guter Präparation langlebig, Balgmaterial aus dem 18. Jahrhundert ist in Museumssammlungen durchaus noch vorhanden, dazu gehört Typenmaterial einiger Arten.
Große Sammlungen befinden sich in:
1. New York
2. Tring (England)
3. Leiden (Niederlande)
4. Paris
5. Berlin
6. Frankfurt
7. Wien

### Nutzung der Balgsammlungen
Aktuell lassen sich folgende Schwerpunkte in der wissenschaftlichen Arbeit mit ornithologischen Sammlungen und damit auch mit Bälgen ausmachen:
1. Biosystematik, das heißt die Neubeschreibungen von Vogelarten oder -Unterarten.
2. Phylogenetik – Sammlungen als Archive historischer DNA (Erbinformation der Gene).
3. Avifaunistische Nachweise und Verbreitungsatlanten, die zum Teil historischen Sammlungsorte können aktuelle Kartierungen ergänzen.
4. Historische Bestandsentwicklungen.
5. Artenschutz. Die praktische Bedeutung des Wissens über historische Verbreitungen wie auch Bestandsgrößen liegt vor allem in ihrer Umsetzung im Sinne des Artenschutzes.
6. Ökologie. Ausgehend von morphologischen Merkmalen lassen sich Rückschlüsse auf die Lebensweise von Tieren ziehen sowie die ökologische Nische und damit deren Funktion im Ökosystem charakterisieren.[5]
7. Messwerte – Grundlage der Taxonomie.

## Bekannte Sammler
Nach dem Zeitalter der Entdeckungen und mit der Etablierung der zoologischen Systematik Carl von Linnés entwickelte sich ab der zweiten Hälfte des 18. Jahrhunderts die Sammlung von Vogelbälgen zu einer systematischen Tätigkeit, die einerseits von Forschungsreisenden, andererseits von kommerziellen Sammlern betrieben wurde. Während die Forschungsreisenden, sofern sie keine Privatiers waren, die sich entwickelnden öffentlichen Museen belieferten, die sie zum Teil beauftragten und bezahlten, arbeiteten die kommerziellen Sammler für ihren eigenen Gewinn. Sie verkauften sowohl an Museen als auch an den sich etablierenden Naturalienhandel und damit auch an private Sammler.
Im Laufe des neunzehnten Jahrhunderts differenzierten sich zunehmend die Sammler von den Museumsornithologen.
Bekannte Sammler waren etwa: Johann Georg Adam Forster, Johann Baptist von Spix, Johann Natterer für Brasilien, Charles Darwin, Alfred Russel Wallace, Otto Finsch, Anton Reichenow, Albert Stewart Meek, Ernst Mayr, Salomon Müller.
Johann Friedrich Naumann (Präparate, keine Bälge).

### Historisch
- Karl Philipp Christian Stein: Handbuch des Zubereitens und Aufbewahrens der Thiere aller Classen welche für Naturalienkabinette bestimmt sind: enthaltend die Methoden des Bürgers Nicolas, der Herren Schaumburg und Hoffmann. Körner, 1802.
- Leopold Martin: Die Praxis der Naturgeschichte: Ein vollständiges Lehrbuch über das Sammeln lebender und toter Naturkörper; deren Beobachtung, Erhaltung und Pflege im freien und gefangenen Zustande; Konservation, Präparation und Aufstellung in Sammlungen. - 1. Teil: Taxidermie oder die Lehre vom Konserviren, Präpariren und Naturaliensammlen auf Reisen, Ausstopfen und Aufstellen der Thiere, Naturalienhandel etc. ... zugl. 3. Auflage von C. L. Brehm: Die Kunst, Vögel als Bälge zu bereiten etc. in gänzlicher Umarbeitung. Voigt, Weimar 1869. - 2. Teil: Dermoplastik und Museologie oder das Modelliren der Thiere und das Aufstellen und Erhalten von Naturaliensammlungen. Voigt, Weimar 1870.

### Gegenwärtig
- S. Eck, J. Fiebig, W. Fiedler, I. Heynen, B. Nicolai, T. Töpfer, R. van den Elzen, R. Winkler, F. Woog: Vögel vermessen – measuring birds. DO-G Projektgruppe „Ornithologische Sammlungen“, Deutsche Ornithologen-Gesellschaft, Wilhelmshaven & Christ Media Natur, Minden 2011.
- S. Frahnert, M. Päckert, D. T. Tietze, T. Töpfer: Aktuelle Schwerpunkte sammlungsbezogener Forschung in der Ornithologie. In: Vogelwarte. Band 51, Nr. 3, 2013, S. 185–191.